# Битка код Жуте Воде (1648)
Битка код Жуте Воде у пролеће 1648. била је прва победа козака у устанку Богдана Хмељницког.

### Увод
У пролеће 1648, Богдан Хмељницки је изабран за хетмана Запорошке војске. Формално изјављујући верност краљу Владиславу IV, Хмељницки је склопио савез са Кримским Татарима и почео да окупља војску у Запорошкој Сичи.
Сазнавши за савез Козака и Татара, пољски велики хетман Станислав Потоцки је почетком априла 1648. послао свог 24-годишњег сина Стефана са око 3.500 војника, од којих су половину чинили редовни козаци, у напад на Запорошку Сичу.

### Битка
Крајем априла 1648. пољска војска која је ишла низ Дњепар стигла је до Жутих Вода, недалеко од Кудака (Дњипро), где је опкољена бројно надмоћном војском Запорожаца и Татара. Око 1.500 редовних козака, готово половина војске, током битке су прешли на страну устаника, убивши свог пуковника Барабаша.
Преостали Пољаци су три недеље бранили свој утврђени логор, а затим су покушали пробој: Стефан Потоцки је смртно рањен, а већина војске је заробљена од Татара.

### Последице
Млади Стефан Потоцки умро је после битке, док је пуковник Стефан Чарњецки пао у ропство код Татара. Предајом редовних козака војска Хмељницког је порасла, а самопоуздање побуњених козака добило је велики замах.

## У пољској култури
Ова битка је детаљно приказана у роману "Огњем и мачем" пољског нобеловца Хенрика Сјенкјевича из 1884., као и у пољском филму "Огњем и мачем" из 1999.